# Misumenoides tibialis
Misumenoides tibialis är en spindelart som först beskrevs av O. Pickard-Cambridge 1891.  Misumenoides tibialis ingår i släktet Misumenoides och familjen krabbspindlar. Inga underarter finns listade i Catalogue of Life.